# Elias Canetti

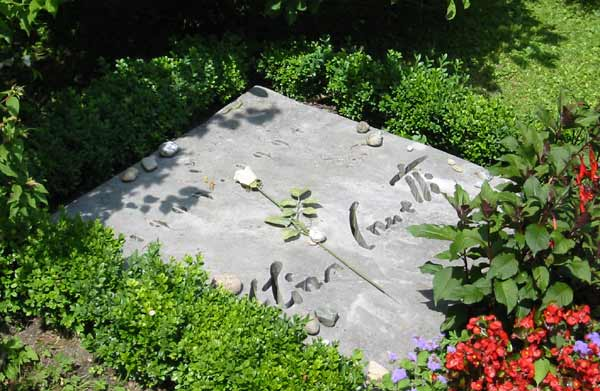
Canettis gravsten i Zürich.

Elias Canetti, född 25 juli 1905 i Ruse, Bulgarien, död 14 augusti 1994 i Zürich, Schweiz, var en tyskspråkig författare, som var verksam inom flera olika genrer. Han mottog Nobelpriset i litteratur 1981.

## Biografi
Canettis modersmål var sefardernas språk ladino (judeospanska); han var född i Bulgarien. När han var sex år 1911 flyttade hans familj till England. Två år senare avled hans far och då flyttade familjen till Wien. Han studerade naturvetenskap och tog en doktorsgrad i kemi i Wien 1929. Han flyttade till Frankrike 1938 och ett år senare återvände han till England. Under senare delen av sitt liv var han både brittisk och schweizisk medborgare, men han skrev genomgående på tyska och räknade själv sitt verk till den österrikiska litteraturen.
Han var först gift med författaren Veza Canetti och efter hennes död med konservatorn Hera Buschor.

## Författarskap
I Canettis produktion återfinns skådespel, den enda romanen Die Blendung (Förbländningen), liksom den filosofiska (eller socialantropologiska) studien Masse und Macht (Massa och makt). Mot slutet av sitt liv publicerade Canetti också en uppmärksammad självbiografi i tre delar.
Die Blendung (1936) handlar om en språkforskare, vars personlighet präglas av extrem världsfrånvändhet och självtillräcklighet, snart övergående i fullskalig sinnessjukdom. Romanens berättarteknik, som är före sin tid, innebär en utmaning för läsaren. Trots att jag-formen inte används, berättas handlingen till stor del utifrån olika – mestadels psykiskt störda – romanfigurers världsuppfattningar, och diskrepansen mellan dessa världsuppfattningar och den värld figurerna betraktar framgår ofta bara indirekt.
Masse und Macht publicerades 1960, men det var ett projekt som hade sysselsatt Canetti i flera årtionden dessförinnan. Canetti diskuterar här i en lång rad essäer förhållandet mellan individ och massa samt massans olika uttrycksformer och symboler. Argumentationen är inte strikt vetenskaplig, utan utgår i hög grad från författarens egna erfarenheter och reflexioner.